# Тироглифоз

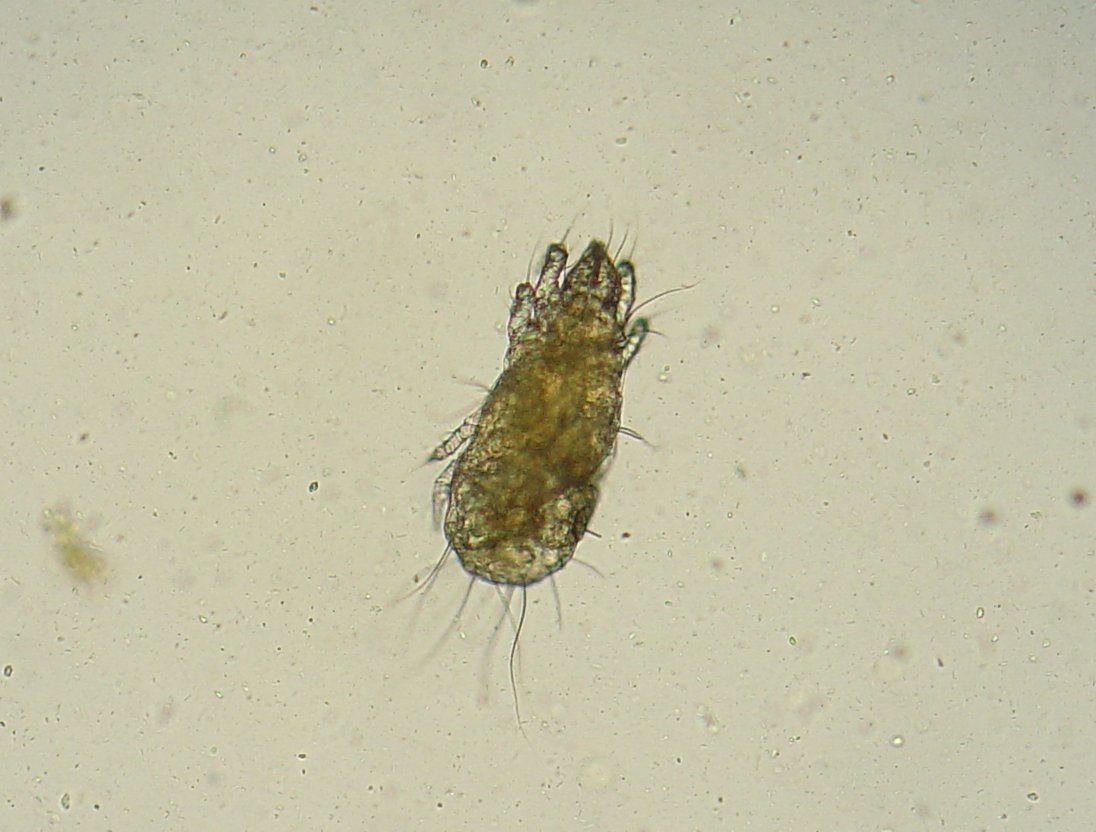
Acarus siro

Тироглифоз (Tyroglyphosis; tyroglyphidosis) — акариаз вызванный клещами Tyroglyphus, характеризуется раздражением кожи, поражениями органов дыхания, пищеварения и мочеполовой системы.
Клещи Tyrophagus=Tyroglyphus широко распространены в природе.
Tyrophagus longior вызывает у человека кишечный акариаз, уринарный акариаз и дерматит — Copra itch. У больных возникает зуд, дерматит, диарея. В тропиках, например на Цейлоне у работников копры эти клещи вызывают тяжёлое поражение кожи рук и ног, и иногда всего тела, кроме лица, покрываются довольно многочисленным папулами и прыщами. Зуд начинается, вскоре после заражения и развивается через 24-48 часов. Эти клещи поселяются на трупах (что иногда используются в судебно-медицинской энтомологии для определения даты смерти).
Tyroglophus могут вызывать тропическую эозинофилию.
Некоторые виды, вызывают акариаз легочный. Например  Acarus siro, Tyrophagus putreseltiae выявлены в мокроте больных. Болезнь характеризуется кашлем, кровохарканьем, астмой и лихорадкой. В лёгких наблюдались узелки.
Tyrophagus putrescentiae возбудитель акариаза мочеполовых путей и кишечника у человека и является продуцентом аллергенов. Известны случаи акариаза лёгких в Китае, вызванные Tyrophagus putrescentiae. Пищевые продукты, загрязнённые Tyrophagus putrescentiae могут также вызывать системную анафилаксию (см. Пищевая клещевая анафилаксия).
В домах и на продовольственных складах также часто поселяется Tyroglyphus farinae (мучной клещ), который обнаруживается в мокроте, экскрементах и моче человека. У человека может вызвать желудочно-кишечные заболевания и воспаление мочевого пузыря. Клещ обладает аллергенным свойством. При проглатывании клещей возможна анафилаксия, одышка, хрипы, отёк Квинке, ринорея. Мучной клещ обитает в муке, в сухофруктах и др. продуктах, вызывая у рабочих хлебозаводов, мучных складов и т.д. дерматит — мучную чесотку (зуд пекаря), которую иногда называют зерновой, что не правильно, так как зерновая чесотка вызывается другими клещами. Клещ питается плесневыми грибками, обитающими в порченых продуктах; дерматит обусловливается укусами или аллергией на мучного клеща. В коже клещ не обнаруживается. Лечение мучной чесотки состоит в применении взбалтываемой ихтиоло-цинковой взвеси (болтушки).
Мучной клещ обнаруживался в ногтях ребёнка, в экскрементах.
Сырный клещ (Tyroglyphus siro, Туrolichus casei) как и Tyrophagus longior, может вызывать "кожный ванилизм" (профессиональное заболевание сортировщиков ванили); а также желудочный и кишечный катар (при употребление в пищу сыра, зараженного клещом), может вызвать диарею; его находили в моче и в наружных гениталиях женщин.
Многие тирофагусы являются клещами домашней пыли:
- Tyrophagus putrescentiae
- Tyroglyphus casei (сырный клещ)
- Tyroglyphus longior

См. также Амбарные клещи, Клещевая сенсибилизация.